# La Scapigliatura e il 6 febbraio
(Cletto Arrighi, La Scapigliatura e il 6 febbraio, cap. XVI, p. 303)
La Scapigliatura e il 6 febbraio è un romanzo dello scrittore milanese Cletto Arrighi, pubblicato per la prima volta nel 1862, contemporaneamente presso Francesco Sanvito e presso la tipografia di Giuseppe Redaelli. Dal titolo dell'opera prende il nome la corrente letteraria della Scapigliatura, di cui Arrighi fu uno dei più importanti esponenti.

## Trama
La vicenda del romanzo si svolge nei giorni tra il 3 e il 6 febbraio 1853.
Emilio Digliani è un giovane della borghesia milanese. Non riconosciuto dal padre, che però gli ha destinato un patrimonio, è stato adottato dal chirurgo ostetrico che ha assistito alla sua nascita, il professor Pier Ambrogio Bartelloni. Emilio conduce una vita da scapigliato, tra luoghi malfamati, amori e velleità artistiche, e insieme ad altri sei amici forma un gruppo noto negli ambienti della rivolta antiaustriaca come la Compagnia brusca.
Noemi Firmiani Dal Poggio è una giovane donna dell'alta borghesia milanese, bella quanto triste: divisa tra la freddezza del marito Emanuele e la frustrazione di non avere figli, essa vive nello sconforto, finché in casa della cugina Cristina Firmiani non incontra Emilio. Tra i due nasce l'amore, favorito anche da Cristina, che spera di approfittare dello scandalo per mettere in cattiva luce Noemi agli occhi del nonno Lorenzo ed escluderla dall'eredità.
Ormai scoperta, Noemi decide di fuggire con l'amato Emilio, ma il progetto naufraga per l'intervento del marito e del nonno, che irrompono in casa del giovane. In preda all'ira, Dal Poggio sfida Emilio a duello, per scoprire poco dopo dal professor Bartelloni che il ragazzo altri non è che il figlio da lui abbandonato 24 anni prima.
Sconvolto per quanto ha appreso, Emilio decide d'impulso di unirsi alla rivolta contro gli austriaci scoppiata proprio in quelle ore, morendo da eroe in battaglia.

## Caratteri generali
Non vi è dubbio che La Scapigliatura e il 6 febbraio abbia influenzato il costume letterario dell'epoca, contribuendo a battezzare un fenomeno che, prima ancora che un movimento artistico, è una categoria sociale, composta da individui irregolari di varia estrazione. Scrive infatti:
Come il Mefistofele del Nipote, essa ha dunque due aspetti, la mia Scapigliatura.

Da un lato: un profilo più italiano che Meneghino (milanese), pieno di brio, di speranza e di amore; e rappresenta il lato simpatico e forte di questa classe, inconscia della propria potenza, propagatrice delle brillanti utopie, focolare di tutte le idee generose, anima di tutti gli elementi geniali, artistici, poetici, rivoluzionari del proprio paese; che per ogni causa bella, grande, o folle balza d'entusiasmo; che del riso conosce la sfumatura arguta come lo scroscio franco e prolungato; che ha le lagrime d'un fanciullo sul ciglio, e le memorie feconde nel cuore.

Dall'altro lato, invece, un volto smunto, solcato, cadaverico; su cui stanno le impronte delle notti passate nello stravizzo e nel giuoco; su cui si adombra il segreto d'un dolore infinito... i sogni tentatori di una felicità inarrivabile, e le lagrime di sangue, e le tremende sfiducie, e la finale disperazione.»
(Cletto Arrighi, Introduzione a La Scapigliatura e il 6 febbraio)
Nelle sue opere (più in quelle successive che in questo romanzo) Arrighi concentra la propria attenzione sulla nuova condizione degli intellettuali nell'Italia post-unitaria, caratterizzata dal declassamento sociale ed economico. Di fronte alla delusione per il fallimento degli ideali democratici risorgimentali, molti giovani iniziarono a nutrire sentimenti di ribellione, influenzati anche dalle suggestioni bohémien provenienti dall'Europa, dando vita a un “dualismo” nell'atteggiamento degli scapigliati: da un lato la pulsione verso ideali nobili e alti, dall'altro il compiacimento per gli aspetti più degradati della vita civile.

## Edizioni
- La Scapigliatura e il 6 febbraio (un dramma in famiglia). Romanzo contemporaneo, Milano, per Francesco Sanvito, 1862.
- La Scapigliatura e il 6 febbrajo (un dramma in famiglia). Romanzo contemporaneo, Milano, Tipografia di Giuseppe Redaelli, 1862.
- La Scapigliatura. Romanzo sociale contemporaneo, Roma, Stabilimento tipografico italiano, 1880.
- La Scapigliatura. Romanzo sociale contemporaneo, Edizione integrale con apparato critico, note bio-bibliografiche e un saggio introduttivo, a cura di Giuseppe Farinelli, Milano, Istituto Propaganda Libraria, 1978.
- La Scapigliatura e il 6 febbraio: un dramma in famiglia. Romanzo contemporaneo, a cura di Roberto Fedi, Milano, Mursia, 1988.
- La Scapigliatura e il sei febbrajo, a cura di Carla Riccardi, Milano, Banca popolare commercio & industria, 2012.
- La Scapigliatura e il 6 febbraio 1853, a cura di Dario Pontuale, prefazione di Andrea Comincini, Roma, Graphofeel, 2017.